# Lenguas yuki-wappo
Las lenguas yuki-wappo (o yukianas) son una pequeña familia de lenguas, actualmente extintas de la costa californiana. La familia constaría de dos lenguas remotamente relacionadas: el yuki y el wappo. La relación no se considera plenamente probada y no está universalmente aceptada.

## Historia
Las lenguas yuki-wappo podrían contrarse entre las más tempranamente establecidas en California, precediendo incluso a la irrupción de las lenguas hokanas (Goddard 1996: 84). El yuki parece asociado con el complejo arqueológico Mendiocino ubicada en torno al lago Clear (3000 AC), por otra parte los wappo del Valle de Napa parecen asociados con el St. Helena Aspect y el Augustine Pattern. 
Las estimaciones apuntan que las dos lenguas pudieron empezar a divergir hace 3000 mil o 4000 mil años. Los hablantes de proto-wappo podrían haberse separado de los hablantes de proto-yuji debido a la emigración a la región de pueblos pomo. Otra posibilidad es que los yuki y los wappo llegaran al norte de California como comunidades diferenciadas que se asentaron en áreas diferentes, o que los hablantes de wappo migraran al sur procedentes de área originaria yuki-wappo hipotéticametne situada en los altos del río Eel. La migración de los wappo al valle de Alexander durante el siglo XIX se debió a la guerra con los pomo sureños.

## Clasificación

### Clasificación interna
Las familia tiene dos miembros documentados:
1. Yuki
2. Wappo
El yuki además tenía tres dialectos: Yuki, Yuki costeño y Huchnom. El wappo tenía cuatro dialectos en el valle de Napa, con un quinto dialecto hablada en un enclave sobre el lago Clear.
El wappo y el yuki son bastante diferentes gramaticalmente y léxicamente (Goddard 1996: 83), lo que ha conducido a muchas controversia sobre su hipotético parentesco. Además, los wappo y los yuki difieren mucho tanto cultural como físicamente (Goddard 1996: 83).
El hipotético parentesco del yuki y el wappo ha sido rechazado por Jessw Sawyer quien cree que los parecidos son explicables por préstamo lingüístico y rasgos compartidos de área lingüística. Sin embargo, William Elmendorf ha presentado evidencia razonable en favor del parentesco. sin embargo, Campbell (1997) considera que la evidencia de Elmendorf no es concluyente. Mithun (1999) considera que el parentesco entre ambos sigue siendo una cuestión abierta.

### Relaciones con otras lenguas
Aparte de la discusión sobre el parentesco interno, se han propuesto otras relaciones con otras lenguas de California:
- Algunos autores han propuesto que ambas lenguas están relacionadas con las lenguas penutíes, más concretamente han apuntado una conexión con las lenguas yokuts y con el penutio de California.
- Otros autores proponen conexiones con las lenguas hokanas.
- Algunos otros proponen conexiones con las lenguas siux.

Hasta la fecha ninguna de esas conexiones se ha probado a satisfacción.

## Comparación léxica
Los numerales reconstruidos para la familia yuki-wappo son:
| GLOSA | Yuki             | Wappo    |
| ----- | ---------------- | -------- |
| 1     | *pək’ ~ *powi(k) |          |
| 2     | *ʔopaʔ ~ *ʔopi   | pasakis  |
| 3     | *molmaʔ ~ *molmi | hopoka   |
| 4     | *                | olah     |
| 5     | *powi mipat’     |          |
| 6     | *                |          |
| 7     | *                |          |
| 8     | *                | hophihan |
| 9     | *                |          |
| 10    | *                |          |